# Waldemar Kluge
Waldemar Kluge (* 30. Januar 1904 in Kupferberg im Riesengebirge, heute Miedzianka, Gemeinde Janowice Wielkie; † 19. Dezember 1978 in Straubing) war ein deutscher Politiker, zunächst der GB/BHE, später der SPD.

## Leben
Kluge besuchte die Volksschule und die höhere Schule in Oppeln und Frankenstein, die er 1923 mit Abschluss der Reifeprüfung verließ. Mit siebzehn Jahren nahm er an den letzten Kämpfen der Aufstände in Oberschlesien um den Annaberg teil und wurde dabei verwundet. Für seinen Einsatz erhielt er den Schlesischen Adlerorden I. und II. Klasse verliehen.
Nach zweijähriger Tätigkeit als Kumpel auf der Hohenzollerngrube trat er 1925 als Offiziersanwärter in die Schutzpolizei ein. Er besuchte u. a. die Polizeischule in Brandenburg, die Höhere Polizeischule Potsdam-Eiche und anschließend das Polizei-Institut Charlottenburg. Bis 1936 war er im Polizeidienst und erreichte den Dienstgrad eines Polizeileutnants.
Mit der Einführung der allgemeinen Wehrpflicht wurde er aus dem Polizeidienst als Oberleutnant zur Luftwaffe überführt. Am 1. Oktober 1937 diente er im Regiment „General Göring“. Dieses Regiment, das aus der Polizei hervorgegangen war, gehörte formal zur Luftwaffe unter ihrem Oberbefehlshaber Hermann Göring. Im November 1940 war Kluge als Major nun in der Division „Hermann Göring“ Kommandeur des gleichnamigen Wach-Bataillons. Ab dem 14. Oktober 1942 war er Kommandeur des gleichnamigen Wach-Regiments und wurde im Februar 1943 Kommandeur des II. Bataillons des Grenadier-Regiments 2 „Hermann Göring“. Auf diesem Posten erhielt er im August 1943 das Ritterkreuz des Eisernen Kreuzes, bevor am 1. September 1943 seine Beförderung zum Oberstleutnant erfolgte. Im November 1943 übernahm er bei der Division „Hermann Göring“, ab Mai 1944 Fallschirm-Panzer-Division Hermann Göring, die Führung dessen Grenadier-Regiments 1, welches er von Mai bis zu dessen Auflösung im Oktober 1944 mit Unterbrechungen führte. Anschließend übernahm er als Oberst das Fallschirm-Panzergrenadier-Regiment 4 und führte es bis Kriegsende. Es folgte eine Zeit in amerikanischer Kriegsgefangenschaft.
Nach dem Krieg übernahm er Tätigkeiten als Hilfsarbeiter und Kraftfahrer. Ab 1948 war er in der Flüchtlingsverwaltung Straubing und wurde ein Jahr später Amtsleiter.
Ab 1950 gehörte er auch dem Straubinger Stadtrat an und war dort Fraktionsvorsitzender. Mitte Dezember 1954 wurde er zudem in den Bayerischen Landtag gewählt, dem er bis Anfang Dezember 1958 angehörte. Im März 1959 zog er erneut, nun für den BHE, in den Münchner Landtag ein, er rückte für den ausgeschiedenen Karl Klammt nach. Im März 1962 wechselte er zur SPD, für die er noch bis Anfang Dezember 1966 im Landtag saß. Darüber hinaus war Kluge Kreisvorsitzender des Bundes der Vertriebenen und der Landsmannschaft Schlesien.

## Auszeichnungen
- Schlesischer Adlerorden I. und II. Klasse für die Teilnahme an den Kämpfen um den Annaberg
- Ritterkreuz für seine Teilnahme am Zweiten Weltkrieg
- Silberne Ehrennadel des VdK
- Bayerischer Verdienstorden (1965)